# 도미사토 신호장
도미사토역(일본어: 十三里駅)은 일본 홋카이도 유바리시에 위치한 홋카이도 여객철도 세키쇼 선의 철도역으로, 상대식 승강장 2면 2선의 구조를 갖춘 신호장이다. 여객 영업을 할 당시의 역 번호는 K19이다.

## 역 주변
- 도토 자동차도 유바리 나들목
- 국도 제274호선

## 역사
- 1962년 12월 25일 : 일본국유철도의 역으로서 개업. 여객 취급만.
- 1987년 4월 1일 : 일본국유철도 분할 민영화에 의해 홋카이도 여객철도가 승계.
- 2016년 3월 26일 : 이용자 감소로 인해 여객 영업을 종료하고 신호장으로 격하됨.

## 인접 역
| 홋카이도 여객철도 세키쇼 선       | 홋카이도 여객철도 세키쇼 선 | 홋카이도 여객철도 세키쇼 선 |
| --------------------------------- | --------------------------- | --------------------------- |
| K 18 다키노우에 미나미치토세 방면 | ■ 세키쇼 선                 | 신유바리 K 20 신토쿠 방면   |